# Eurydike (Gattin des Antipatros)
Eurydike (altgriechisch Εὐρυδίκη Eurydíkē; † nach 287 v. Chr.) war eine Tochter des thrakischen Königs Lysimachos und der Nikaia. Sie wurde die Gemahlin des makedonischen Königs Antipatros I., des Sohnes des Kassander.
Antipater konnte sich im Machtkampf gegen Demetrios I. Poliorketes nicht durchsetzen und floh 293 v. Chr. mit seiner Gattin Eurydike zu deren Vater Lysimachos, von dem er sich Hilfe für seine Rückkehr nach Makedonien erwartete. Seine Hoffnungen wurden aber enttäuscht. Nach Demetrios’ Vertreibung 287 v. Chr. teilte Lysimachos Makedonien mit dem Molosserkönig Pyrrhus von Epirus. Doch Antipater erhob erneut Ansprüche, wobei seine Gattin ihm heftig beipflichtete. Daraufhin ordnete Lysimachos die Hinrichtung seines Schwiegersohnes und die Gefangensetzung seiner eigenen Tochter Eurydike an.